# Jennie Lee
Jennie Lee, all'anagrafe Mary Jane Lee, (Sacramento, 4 settembre 1848 – Hollywood, 5 agosto 1925), è stata un'attrice statunitense.
Era conosciuta anche con i nomi di Jennie Lee Courtright e Jenny Lee. 
Il suo ruolo più famoso è senza dubbio quello (dove recitava in blackface) della Mammy di Nascita di una nazione.

## Biografia
Nata nel 1848, alta 1,57, Jennie Lee interpretò sullo schermo ruoli di caratterista, di donna anziana, madre o nonna. Esordì nel cinema a 64 anni con un cortometraggio girato nel 1912 e la sua carriera cinematografica durò fino al 1924. Sposata con l'attore William Courtright, nei dodici anni di attività nel cinema, girò una sessantina di film, diretta dai maggiori registi dell'epoca. Fu una presenza fissa in molti dei film di D.W. Griffith; lavorò con Lloyd Ingraham e con Tod Browning. Nell'ultimo periodo, girò alcuni film con John Ford. La sua ultima partecipazione fu in Cuori di quercia firmato da Ford, nel ruolo della nonna.
 
Morì nel 1925, a Hollywood, all'età di 77 anni.

## Filmografia
- Taming Their Parents (1912)
- The Yaqui Cur, regia di David Wark Griffith (1913)
- His Mother's Son, regia di D.W. Griffith (1913)
- Almost a Wild Man, regia di Dell Henderson - cortometraggio (1913)
- The Mothering Heart, regia di D.W. Griffith - cortometraggio  (1913)
- Her Mother's Oath, regia di D.W. Griffith - cortometraggio  (1913)
- The Sorrowful Shore, regia di D.W. Griffith  (1913)
- The Reformers; or, The Lost Art of Minding One's Business, regia di D.W. Griffith  (1913)
- The Coming of Angelo, regia David Wark Griffith (1913)
- Two Men of the Desert, regia di D.W. Griffith  (1913)
- The Battle at Elderbush Gulch, regia di D.W. Griffith (1913)
- Giuditta di Betulla (Judith of Bethulia), regia di David Wark Griffith (1914)
- Brute Force, regia di D.W. Griffith (1914)
- False Pride (1914)
- The Odalisque, regia di Christy Cabanne (1914)
- The Saving Grace, regia di Christy Cabanne (1914)
- Il fatale fagiolo nero (The Fatal Black Bean), regia di Raoul Walsh (1915)
- La nascita di una nazione (The Birth of a Nation), regia di David Wark Griffith  (1915)
- Il doppio inganno (The Double Deception) (1915)
- The Cause of It All, regia di Chance Ward (1915)
- Cooky's Adventure, regia di Chance Ward (1915)
- A Question of Courage, regia di Christy Cabanne (1914)
- Her Buried Past, regia di Fred Kelsey (1915)
- The Slave Girl, regia di Tod Browning (1915)
- The Old Chemist (1915)
- La moglie dell'artista (The Artist's Wife), regia di Elmer Clifton (1915)
- A Man for All That, regia di Raoul Walsh (1915)
- Her Shattered Idol, regia di John B. O'Brien (1915)
- The Kid Magicians, regia di Chester M. Franklin, Sidney Franklin (1915)
- Her Fairy Prince (1915)
- Victorine, regia di Paul Powell (1915)
- The Fatal Finger Prints, regia di Edward Dillon (1915)
- Providence and the Twins  (1915)
- The Root of All Evil (1915)
- Her Mother's Daughter, regia di Paul Powell (1915)
- A Child of the Paris Streets, regia di Lloyd Ingraham (1916)
- An Innocent Magdalene, regia di Allan Dwan (1916)
- Intolerance: Love's Struggle Throughout the Ages, regia di David W. Griffith (1916) (non accreditato)
- Le colonne della società (Pillars of Society), regia di Raoul Walsh (1916)
- The Little Liar, regia di Lloyd Ingraham (1916) (con il nome Jenny Lee)
- The Children Pay, regia di Lloyd Ingraham (1916)
- Nina, the Flower Girl, regia di Lloyd Ingraham (1917)
- Stage Struck, regia di Edward Morrissey - mediometraggio (1917)
- A Woman's Awakening, regia di Chester Withey (1917)
- Her Official Fathers, regia di Elmer Clifton, Joseph Henabery, Dorothy Gish (1917)
- Souls Triumphant, regia di John B. O'Brien (1917)
- Madame Bo-Peep, regia di Chester Withey (1917)
- La peccatrice innocente (The Innocent Sinner), regia di Raoul Walsh (1917)
- The Clever Mrs. Carfax, regia di Donald Crisp (1917)
- Sandy, regia di George Melford (1918)
- I cavalieri della vendetta (Riders of Vengeance), regia di John Ford (1919)
- Bill Henry, regia di Jerome Storm (1919)
- Il cavaliere della legge (Rider of the Law), regia di John Ford (1919)
- Two from Texas, regia di Edward O'Fearna (1920)
- Sotto giudizio (Under Sentence), regia di Edward O'Fearna (1920)
- The Secret Gift, regia di Harry L. Franklin (1920)
- La grande forza (The Big Punch), regia di John Ford (1921)
- One Man in a Million, regia di George Beban (1921)
- A Nord di Hudson Bay (North of Hudson Bay), regia di John Ford (1923)
- Young Ideas, regia di Robert F. Hill (1924)
- Cuori di quercia (Hearts of Oak), regia di John Ford (1924)